# Adamo di Ambergau
Adamo d'Ambergau (Ammergau, ... – ...; fl. 1471-1472) è stato un tipografo e editore tedesco.

## Biografia
Probabilmente nativo delle Alpi di Ammergau, svolse l'attività di stampatore a Venezia tra il 1471 e il 1472, contraddistinguendosi per qualità e quantità della sua produzione in un lasso di tempo così breve.

Esordì nel 1471 con il De divinis institutionibus di Lattanzio, per poi dare alle stampe opere di Virgilio, le Epistulae ad familiares di Cicerone, una traduzione italiana della Bibbia e le Elegantiolae di Agostino Dati. L'anno seguente stampò le Orationes di Cicerone e la Summa confessionum di sant'Antonino. 
Nella sua attività di stampatore si valse di vari tipi di caratteri tipografici. 
La sua produzione è stata talvolta confusa con quella di Adamo di Rotwill.